# VI. Péter moldvai fejedelem
VI. Péter vagy Kozák Péter (? – 1592. november 15., Konstantinápoly) Moldva fejedelme 1592-ben.
A kozákok tették Rettenetes Áron elűzése után Moldva élére (1592). Báthory Zsigmond erdélyi hadai azonban elfogták és a szultán Konstantinápolyban kegyetlen halállal ölette meg.